# Zuzana Roithová
Zuzana Roithová, rozená Tůmová, (* 30. ledna 1953 Praha) je česká politička a manažerka, původním povoláním lékařka. V roce 1998 byla ministryní zdravotnictví ve vládě Josefa Tošovského, následně byla v letech 1998 až 2004 senátorkou a v letech 2004-2014 poslankyní Evropského parlamentu. V letech 2013 až 2017 byla také místopředsedkyní KDU-ČSL (tuto funkci již zastávala v letech 2001 až 2003), v letech 2016 až 2017 byla zastupitelkou Jihočeského kraje. Od roku 2017 do roku 2022 byla předsedkyní představenstva společnosti Jihočeské nemocnice, a.s.

## Studium, profesní kariéra a osobní život
V letech 1972-1978 studovala na Fakultě všeobecného lékařství Karlovy univerzity v Praze. Atestaci II. stupně v oboru Radiodiagnostika absolvovala v roce 1985. V letech 1992-1997 získala na Sheffield Hallam University titul MBA.
V letech 1978-1979 pracovala jako lékařka v nemocnici v Berouně, v letech 1980-1985 ve Fakultní nemocnici Motol v Praze, od roku 1985 ve Fakultní nemocnici Královské Vinohrady. Zde byla od roku 1990 do roku 1998 její ředitelkou.
Je vdaná za sochaře Jana Roitha, má syna Matyáše a dva vnuky.

## Politická kariéra
V roce 1998 vstoupila do politiky jako nestranická ministryně zdravotnictví ve vládě Josefa Tošovského. Následně byla zvolena na kandidátce čtyřkoalice senátorkou za volební obvod Praha 10. V roce 1999 vstoupila do KDU-ČSL a v letech 2001-2003 byla její místopředsedkyní. V letech 2000-2002 působila jako předsedkyně Evropského hnutí v ČR a v letech 2002-2005 jako čestná předsedkyně správní rady Nemocnice Milosrdných sester sv. Karla Boromejského.

### Kandidatury do Evropského parlamentu (2004, 2009)
V roce 2004 byla zvolena poslankyní Evropského parlamentu za KDU-ČSL a v EP působila jako místopředsedkyně výboru pro Vnitřní trh a ochranu spotřebitelů. V roce 2009 svůj mandát obhájila na dalších 5 let. Znovu působila ve Výboru pro vnitřní trh a ochranu spotřebitelů. V roce 2014 již nekandidovala.
V souvislosti s výběrem českého eurokomisaře na období po volbách do Evropského parlamentu v roce 2014 se spekulovalo o její možné nominaci ze strany KDU-ČSL. Roithová se ale nakonec rozhodla o funkci neusilovat, aby se mohla vrátit do České republiky, což slíbila rodině.

### Hodnocení europoslankyně Z. Roithové (dle think-tanku Evropské hodnoty)
Dle vydané zprávy výše uvedeného think-tanku, která se vztahuje na období před následujícími volbami do Evropského parlamentu (2014) vyplývá následující:
1. Docházka - obsadila 3. místo z celkových 22 českých europoslanců,
2. Účast na jmenovitých hlasování českých europoslanců - obsadila 3. místo z celkových 22 českých europoslanců,
3. Zprávy předložené zpravodajem českými europoslanci - obsadila 1. místo z celkových 22 českých europoslanců,
4. Stanoviska předložená českými europoslanci - obsadila 6.-10. místo z celkových 22 českých europoslanců,
5. Pozměňovací návrhy českých europoslanců - obsadila 10. místo z celkových 22 českých europoslanců,
6. Parlamentní otázky českých europoslanců - obsadila 2. místo z celkových 22 českých europoslanců,
7. Písemná prohlášení českých europoslanců - obsadila 1. místo z celkových 22 českých europoslanců,
8. Návrhy usnesení českých europoslanců - obsadila 1. místo z celkových 22 českých europoslanců,
9. Vystoupení na plenárním zasedání českých europoslanců - obsadila 4. místo z celkových 22 českých europoslanců.

### Roithová o Lisabonské smlouvě
V roce 2009 se stavěla za přijetí Lisabonské smlouvy, kdy přesvědčovala voliče, aby se nebáli toho, že by po přijetí lisabonské smlouvy mohlo dojít k nekontrolovatelné migraci v rámci EU, a aby se nebáli toho, že nám jižní země EU budou posílat azylanty. Za tímto účelem vytvořila edukativní video, které v roce 2015 ze svých stránek smazala.

### Roithová o homosexualitě
Jak prohlásila v březnu 2012, manželské svazky homosexuálů a jejich adopce dětí jsou pro ni jako pro politika důležitými tématy, protože podle ní relativizují význam rodiny v naší společnosti a institut manželství. 24. května 2012 byla jedním ze tří českých europoslanců, kteří hlasovali proti Usnesení o boji proti homofobii v Evropě (8 českých poslanců hlasovalo pro usnesení a 7 se hlasování zdrželo). V březnu 2012 na dotaz, zda jí vadí gay pochod Prahou, řekla: „Ctím právo různých skupin na vyjadřování názorů a do toho patří samozřejmě třeba i forma pochodu Prahou. Nevadí mi to.“ V reakci na kritiku upřesnila, že pochod gayů Prahou nikdy neviděla a ani by vidět nechtěla, jeho předpokládaná forma by se jí jako občanovi určitě nelíbila. 18. srpna 2012 se v Praze zúčastnila mítinku Mladých křesťanských demokratů, který se konal jako protiakce pochodu Prague Pride, a ve svém pozdravu řekla, že musíme udělat vše pro to, aby se udržela tradiční rodina.

### Roithová o potratu
7. března 2012 otiskla MF Dnes rozhovor se Zuzanou Roithovou. Novinářka ji v úvodu označila za mnoholetou političku s minimem nepřátel, která nepopouzí, neirituje, neprovokuje a pracuje. Na otázku, zda má žena mít právo se samostatně rozhodnout, zda projde umělým přerušením těhotenství, odpověděla: „V každém případě to právo každá žena má, je dané zákonem. To, co ve společnosti chybí, je osvěta, která by byla určitým korektivem pro ženu. Aby hledala jiné možnosti, jak svoji situaci vyřešit.“ Web Hnutí pro život následně otiskl zprávu podepsanou „kdu.cz, prolife.cz“ a nadepsanou „Zuzana Roithová pro právo na potrat“ a v níž se z rozhovoru v MF Dnes citují pasáže týkající se potratů a gay pochodu Prahou, což je dáváno do protikladu s tím, že předseda KDU-ČSL Pavel Bělobrádek přijal záštitu nad XII. Pochodem pro život, pořádaným s cílem iniciovat zrušení zákona o umělých potratech. Zuzana Roithová se poté důrazně ohradila proti šíření zkresleného výkladu jejích postojů a vysvětlila, že není pro právo na potrat, ale že každý ví, že náš zákon dává právo ženám na ukončení těhotenství a toto právo dál trvá, ačkoli se předsedové největších parlamentních stran hlásí ke křesťanství a vládne většinová vláda. Uvedla, že si váží i jiných názorů na to, která cesta vede k cíli, a že ví, že to, co je potřeba přijmout srdcem, nelze vynutit zákonem a represí.

### Ostatní postoje
V roce 2010 byla jedním z iniciátorů snahy o zveřejnění plánované Obchodní dohody proti padělání.
Na přelomu tisíciletí se také účastnila publicistického pořadu "Myšlenky T. G. Masaryka" pořádaného v Domě kultury v Kopřivnici Klubem TGM Masarykova demokratického hnutí.

### Kandidatura na prezidentku ČR (2013)
Ve čtvrtek 23. února 2012 na tiskové konferenci oznámila svoji kandidaturu na prezidentku ČR. Přestože údajně dostala nabídku nominace 10 senátory, rozhodla se sbírat 50 000 podpisů občanů. 19. července zahájila sběr podpisů, dosažení potřebného počtu oznámila 1. října. Kandidátní listinu podal Jan Sokol s více než 80 000 podpisů, z nichž MV uznalo jako platných 75 066. Je považována za kandidátku KDU-ČSL, podpořili ji například Ivan Klíma, Michal Horáček, Jiří Grygar, Jan Sokol, Hana Marvanová. V průzkumech mediálních agentur jí vychází 1,5 až 5,4 % podpory.
V prvním kole přímé prezidentské volby, které probíhalo ve dnech 11. a 12. ledna 2013 získala 255 045 hlasů (tj. 4,95 %), čímž se umístila jako šestá z devíti kandidátů a do druhého kola prezidentské volby nepostoupila.

### Politické působení po roce 2013
Na sjezdu KDU-ČSL v Olomouci byla 8. června 2013 zvolena místopředsedkyní strany. V květnu 2015 na sjezdu ve Zlíně post obhájila, dostala 220 hlasů. Funkci zastávala do května 2017.
V krajských volbách v roce 2016 byla zvolena za KDU-ČSL zastupitelkou Jihočeského kraje. Na kandidátce figurovala původně na 13. místě, ale vlivem preferenčních hlasů skončila první. Na funkci však na konci dubna 2017 rezignovala. Ve volbách do Poslanecké sněmovny PČR v roce 2017 neúspěšně kandidovala za KDU-ČSL v Plzeňském kraji. Od 7. července 2017 je předsedkyní představenstva společnosti Jihočeské nemocnice, a.s., následně se stala rovněž členkou představenstva Nemocnice České Budějovice, a.s., Nemocnice Tábor, a.s., Nemocnice Písek, a.s., Nemocnice Jindřichův Hradec, a.s., Nemocnice Strakonice, a.s., Nemocnice Český Krumlov, a.s., Nemocnice Prachatice, a.s. a Nemocnice Dačice, a.s.

## Ocenění
- Čestná medaile za zásluhy Karlovy univerzity
- Evropanka roku 2006 (cena Evropského hnutí)